# Framfjellet
Das Framfjellet (norwegisch für Vorderster Gipfel) ist die nördlichste Erhebung der Hansenfjella im ostantarktischen Kempland.
Norwegische Kartografen, die auch die Benennung vornahmen, kartierten die Erhebung anhand von Luftaufnahmen, die bei der Lars-Christensen-Expedition 1936/37 entstanden.